# Crown Jewel (2018)
L'édition 2018 de Crown Jewel est un Premium Live Event de catch (lutte professionnelle) produit par la World Wrestling Entertainment, une fédération de catch américaine qui est télédiffusée et visible en paiement à la séance sur le WWE Network, ainsi que gratuitement sur les chaînes de télévision française AB1 et belge ABXplore. L'événement a eu lieu le 2 novembre 2018 au King Saoud University Stadium à Riyad (Arabie saoudite). Il s'agit de la première édition de Crown Jewel.

## Contexte
Les spectacles de la World Wrestling Entertainment (WWE) sont constitués de matchs aux résultats prédéterminés par les scénaristes de la WWE. Ces rencontres sont justifiées par des storylines – une rivalité avec un catcheur, la plupart du temps – ou par des qualifications survenues dans les shows de la WWE telles que Raw, SmackDown et NXT. Tous les catcheurs possèdent une gimmick, c'est-à-dire qu'ils incarnent un personnage gentil (Face) ou méchant (Heel), qui évolue au fil des rencontres. Un événement comme Crown Jewel est donc un événement tournant pour les différentes storylines en cours,.

## Tableau des matchs
| Ordre par numéros | Résultat | Stipulation(s)                                                             | Temps |
| --- | --- | -------------------------------------------------------------------------- | ----- |
| 1P | Shinsuke Nakamura (c) bat Rusev                                                                              | Match simple pour le WWE United States Championship                        | 9:30  |
| 2 | Rey Mysterio bat Randy Orton                                                                                 | Match simple - Quart de finale du tournoi pour la Coupe du monde de la WWE | 5:30  |
| 3 | The Miz bat Jeff Hardy                                                                                       | Match simple - Quart de finale du tournoi pour la Coupe du monde de la WWE | 7:05  |
| 4 | Seth Rollins bat Bobby Lashley (avec Lio Rush)                                                               | Match simple - Quart de finale du tournoi pour la Coupe du monde de la WWE | 5:30  |
| 5 | Dolph Ziggler (avec Drew McIntyre) bat Kurt Angle                                                            | Match simple - Quart de finale du tournoi pour la Coupe du monde de la WWE | :10   |
| 6 | The Bar (Cesaro et Sheamus) (c) (avec Big Show) bat The New Day (Kofi Kingston et Big E) (avec Xavier Woods) | Tag Team match pour les WWE SmackDown Tag Team Championship                | 10:30 |
| 7 | The Miz bat Rey Mysterio                                                                                     | Match simple - Demi-finale du tournoi pour la Coupe du monde de la WWE     | 11:15 |
| 8 | Dolph Ziggler (avec Drew McIntyre) bat Seth Rollins                                                          | Match simple - Demi-finale du tournoi pour la Coupe du monde de la WWE     | 13:05 |
| 9 | AJ Styles (c) bat Samoa Joe                                                                                  | Match simple pour le WWE Championship                                      | 11:15 |
| 10 | Brock Lesnar (avec Paul Heyman) bat Braun Strowman                                                           | Match simple pour le WWE Universal Championship vacant                     | 3:15  |
| 11 | Shane McMahon bat Dolph Ziggler,                                                                             | Match simple - Finale du tournoi pour la Coupe du monde de la WWE          | 2:30  |
| 12 | D-Generation X (Triple H et Shawn Michaels) bat The Brothers of Destruction (The Undertaker et Kane)         | Tag Team match                                                             | 27:45 |
| La lettre C placée entre parenthèses désigne la personne ou l’équipe championne en titre. P – indique que le match a eu lieu lors du pré-show | |                                                                            |       |

### Participants pour la Coupe du Monde de la WWE
| Les Participants | Date            | Notes                                                      |
| ---------------- | --------------- | ---------------------------------------------------------- |
| Kurt Angle       | 8 octobre 2018  | Vainqueur d'une battle royale déguisé en The Conquistador. |
| Jeff Hardy       | 9 octobre 2018  | bat Samoa Joe par arrêt de l'arbitre.                      |
| Randy Orton      | 9 octobre 2018  | bat le Big Show.                                           |
| Seth Rollins     | 15 octobre 2018 | bat Drew McIntyre par décompte à l'extérieur.              |
| Dolph Ziggler    | 15 octobre 2018 | bat Dean Ambrose.                                          |
| The Miz          | 16 octobre 2018 | bat Rusev.                                                 |
| Rey Mysterio     | 16 octobre 2018 | bat Shinsuke Nakamura.                                     |
| Bobby Lashley    | 29 octobre 2018 | remplace John Cena.                                        |

#### Tableau
|  | Quarts de finale | Quarts de finale |               |       | Demi-finales | Demi-finales |  |  | Finale    | Finale    |
|  | Quarts de finale | Quarts de finale |               |       | Demi-finales | Demi-finales |  |  | Finale    | Finale    |
|  |                  |                  |               |       |              |              |  |  |           |           |
|  | RAW              | RAW              |               |       | RAW          | RAW          |  |  | World Cup | World Cup |
|  | RAW              | RAW              |               |       | RAW          | RAW          |  |  | World Cup | World Cup |
|  | Seth Rollins     | 5:35             |               |       | RAW          | RAW          |  |  | World Cup | World Cup |
|  | Seth Rollins     | 5:35             |               |       | RAW          | RAW          |  |  | World Cup | World Cup |
|  | Bobby Lashley    | Tombé            |               |       | RAW          | RAW          |  |  | World Cup | World Cup |
|  | Bobby Lashley    | Tombé            | Seth Rollins  | Tombé |              |              |  |  | World Cup | World Cup |
|  | RAW              |                  | Seth Rollins  | Tombé |              |              |  |  | World Cup | World Cup |
|  |                  | Dolph Ziggler    | 13:15         |       |              |              |  |  | World Cup | World Cup |
|  | Kurt Angle       | Dolph Ziggler    | 13:15         | Tombé |              |              |  |  | World Cup | World Cup |
|  | Kurt Angle       |                  |               | Tombé |              |              |  |  | World Cup | World Cup |
|  | Dolph Ziggler    | 8:25             |               |       |              |              |  |  | World Cup | World Cup |
|  | Dolph Ziggler    | 8:25             | Dolph Ziggler | Tombé |              |              |  |  |           |           |
|  | SmackDown        |                  | Dolph Ziggler | Tombé |              |              |  |  |           |           |
|  |                  | Shane McMahon    | 2:35          |       |              |              |  |  |           |           |
|  | Jeff Hardy       | Shane McMahon    | 2:35          | Tombé |              |              |  |  |           |           |
|  | Jeff Hardy       | SmackDown        |               | Tombé |              |              |  |  |           |           |
|  | The Miz          | 7:10             |               |       |              |              |  |  |           |           |
|  | The Miz          | 7:10             | The Miz       | 11:25 |              |              |  |  |           |           |
|  | SmackDown        |                  | The Miz       | 11:25 |              |              |  |  |           |           |
|  |                  | Rey Mysterio     | Tombé         |       |              |              |  |  |           |           |
|  | Rey Mysterio     | Rey Mysterio     | Tombé         | 5:35  |              |              |  |  |           |           |
|  | Rey Mysterio     |                  |               | 5:35  |              |              |  |  |           |           |
|  | Randy Orton      | Tombé            |               |       |              |              |  |  |           |           |
|  | Randy Orton      | Tombé            |               |       |              |              |  |  |           |           |